# Fabien Devide
 (août 2025).
Fabien Devide, dit Neo, né le 24 décembre 1992 à Avignon, est un ancien joueur et coach e-sportif, entrepreneur, président et cofondateur de Team Vitality.

## Biographie
Originaire de Provence où il grandit jusqu’à ses 18 ans, Fabien Devide baigne dans les jeux vidéo depuis petit. Très vite, il commence avec une Game Boy et le jeu Pokémon Jaune, mais sa mère l’en prive rapidement pour préserver sa santé visuelle,.
Fabien pratique le judo dans son temps libre. Un jour, sa mère fait l'acquisition d'une Playstation 1. À ce moment, c’est elle qui devient mordue de la console et qui permet au jeune Fabien d’y avoir accès. Les consoles s’enchaînent : Playstation 2, GameCube puis la Xbox 360. C’est à ce moment que Fabien se prend de passion pour les jeux-vidéo online,.
Il s’inscrit à sa première LAN à 14 ans, sur le jeu Gears of War, déjà avec le pseudonyme « Néo ». N’ayant pas d’équipe compétitive, il crée plus tard sa première team « SilentNuke », en référence aux initiales de son coéquipier de l’époque et des siennes.
C’est sur Gears of War 2 que Néo se rapproche de l’association Alpha Arena, l’une des premières structures gaming de France et organisatrice de LAN Arena. C’est lors de cette LAN, à 15 ans, qu’il rencontre Julien « Deadpool » Bouaziz, qui sera un mentor aux yeux de Fabien, d'abord sur l’organisation de LAN, et aussi tant que joueur. À cette période, Néo prend conscience que sa carrière de joueur professionnel l'attire en réalité moins que les à-côté de gestion (être avec l’équipe, coacher, planifier le voyage, …).
Il co-organise l’une de ses premières LAN, avec l’A4 Legacy à Lyon en 2011. Il y rencontre Yoann « Adès » Durette de la ⁠TeamRYZ avec qui Néo une des premières équipes professionnelles sur Call of Duty, Epsylon. Cette association sera en partie financée par les bourses d’études de Fabien durant sa première année d’études supérieures. La structure sera renommée EpsyburN à la suite d’une proposition de partenariat financier avec l’entreprise Burn-Controllers,. Cette équipe sera l’une des grandes concurrentes de l’équipe phare de l’époque, Millenium. Avec 12 000 € de budget à l’année, Néo utilise 40% de celui-ci pour recruter le canadien Raymond « Rambo » Lussier, fin de remporter la 4win 2. Seulement, juste après, Millenium recrute une partie de son équipe et son sponsor le lâche, annonçant la fin de EpsyburN.
À la suite de cet évènement, Fabien Devide devient pendant 6 mois journaliste pour Dexerto (site d’actualité d'esport et forums) ce qui lui permet de rester en contact avec le milieu de l’esport.
Il rentre ensuite chez Team aAa en avril 2013 en tant que manager de l’équipe COD, où ils remporteront leurs seul et unique LAN, la South Lan Event 2013 (SLE13).
En parallèle du jeu-vidéo, Fabien travaille comme assistant monteur sur différentes productions, jusqu’en 2016 avec des films comme FIVE, la série Scènes de ménages ou le documentaire Les Enfants de la Mer. C’est d’ailleurs sur le montage de la série En Famille qu’il rencontre Nicolas Maurer, son chef de stage et futur associé.
Après sa rencontre avec ce dernier et des désaccords au sein de aAa, Team Vitality est créé le 5 août 2013 par Néo, Nicolas Maurer, Corentin « Gotaga » Houssein et Kevin « BrokyBrawks » Georges, pour un capital de 10000€. La structure s’engage d’abord sur COD avec la même équipe que aAa (soit en plus Georges, Thomas « Azox » Albanese et Maxime « Agonie » di Falco). Malgré des débuts difficile, l’équipe arrivera à devenir championne de France lors de l’ESWC 2013,. A la création de Vitality, Fabien Devide est nommé CEO et Président de la structure avec Nicolas Maurer. En 2017, Fabien devient seul président et Nicolas seul CEO.
À la tête de Vitality, Néo lance plusieurs équipes, réalise des levées de fond de plusieurs millions d’euros,, trouve des sponsors tel qu’HP ou Adidas et gagne des trophées.
En 2018, Néo rejoint la Team EDF.
En avril 2018, Néo est nommé sélectionneur de l’équipe de France de efoot par la FFF. Il est le premier à exercer cette fonction. Il va notamment devenir champion du monde après avoir gagné la première édition de la FIFA eNations Cup en 2019. Il quitte ses fonctions en janvier 2020.
En 2022, il est désigné dans le top 30 Under 30 dans la catégorie Sports & Games du magazine Forbes.
Comme il le dit lui-même, Fabien « Néo » Devide est l’une des personnes qui a posé les fondations de l’esport en France,.

## Parcours scolaire
Originaire d’Avignon, Fabien Devide commence son parcours scolaire dans le Sud de la France. Dès la 4e au collège, il remarque qu’il n’est pas fait pour les matières scientifiques, à cause notamment de son faible niveau en mathématiques. Même si son attrait pour la filière est important, sa conseillère d’orientation lui déconseille fortement de faire un bac S. Aussi passionné par le cinéma et les médias, il s’oriente donc au lycée vers un baccalauréat général littéraire grâce à une option cinéma présente au lycée Frédéric Mistral d’Avignon.
Après l’obtention de son bac, il s’oriente vers une prépa dans l'objectif de suivre un cursus dans une grande école de cinéma. Seulement, voyant que cela ne lui plait pas, il interrompt ce parcours après une semaine de rentrée. Il s’engage donc dans la foulée vers une faculté de droit où il ne restera qu’un seul semestre. En attendant la prochaine rentrée scolaire, il reste inactif pendant 6 mois.
A la rentrée 2011, il rentre dans un BTS Audiovisuel option montage au Lycée Jacques Prévert de Boulogne-Billancourt pour 2 ans. Durant ce BTS, il fera un stage d’assistant monteur sur la série Scène de Ménage de M6. A l’issue de celui-ci, la boite de production proposera à Fabien d’être embauché, avant même l’obtention de son diplôme, chose qu’il fera. Ayant manqué la fin du cursus, il ne sera jamais officiellement diplômé.